# Anthony Durnford

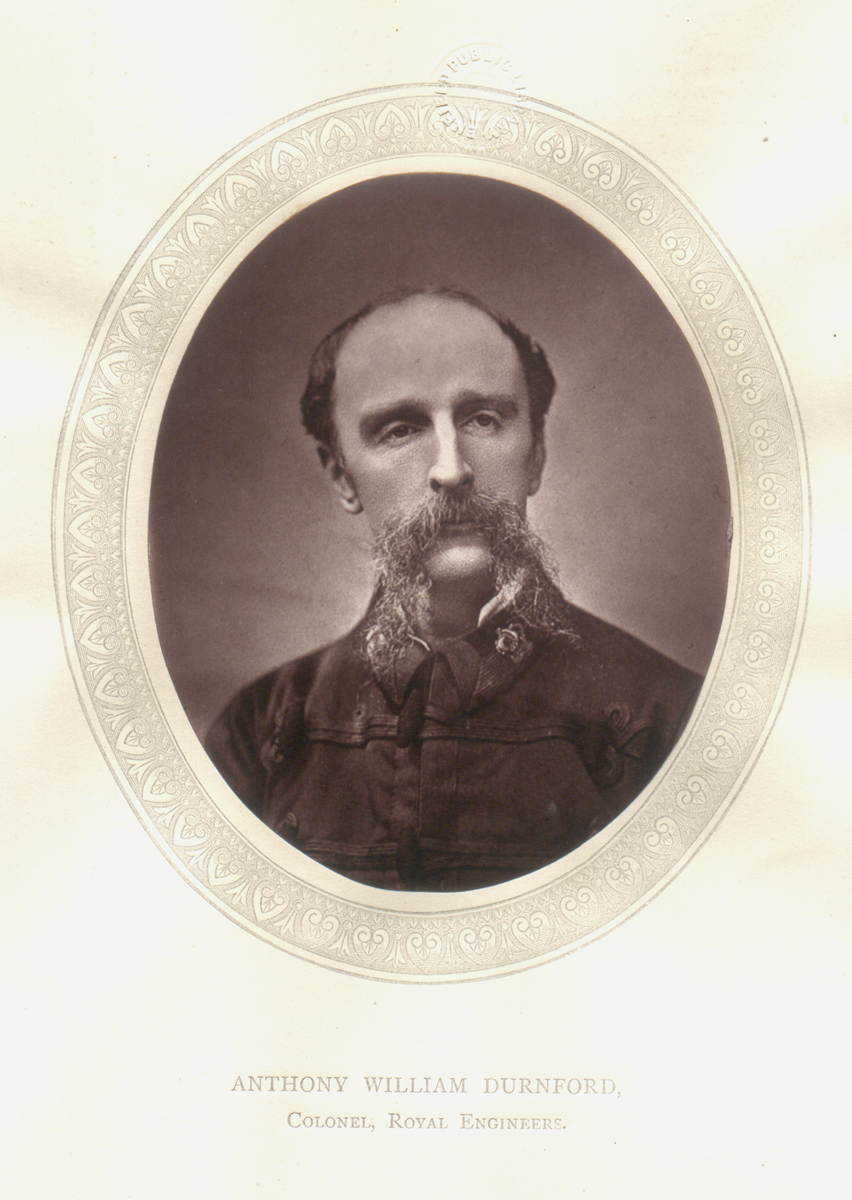
Anthony Durnford.

Anthony William Durnford, född den 24 juni 1830, död den 22 januari 1879, var en brittisk militär.
Durnford kom 1871 som kapten till Sydafrika och tjänstgjorde sedan 1872 i Natal. Där blev han genom vänskap nära förbunden med biskop John Colenso och förvärvade liksom denne starkt personligt inflytande över basotho- och zulustammarna. År 1873 blev Durnford illa sårad vid undertryckandet av ett upprorsförsök bland zuluerna. Han ogillade på det högsta Kapregeringens politik mot Cetewayo, men samlade vid krigets utbrott 1879 genom sitt namn en stark hjälptrupp av basothoer. Med denna blev han emellertid övermannad av zuluerna i det olyckliga slaget vid Isandlwana och stupade därvid efter det tappraste motstånd.